# جنگ ۷۷
جُنگ ۷۷، یک مجموعهٔ تلویزیونی به کارگردانی مهران مدیری است که از تابستان سال ۱۳۷۷ تا پایان اسفند ۱۳۷۷ به صورت شبانه از شبکه سه تلویزیون دولتی ایران پخش شد. مهران مدیری، حمید برزگر، عارف لرستانی، لاله صبوری، سروش صحت، علی ابوالحسنی، یوسف جاوید و محمدرضا عرفانی نیز از بازیگران این مجموعه بودند. پس از پایان جنگ ۷۷ در اسفند ماه، یک ویژه برنامه سال تحویل ۱۳۷۸ و یک برنامه ۱۳ قسمتی با نام ۱+۷۷ تا پایان نوروز ۱۳۷۸ پخش شد.